# Maison d'histoire de Terrebonne
La Maison d'histoire de Terrebonne est un musée d'histoire contemporaine, un centre de documentation ainsi que le siège de la Société d'histoire de la région de Terrebonne, qui fait partie des attractions touristiques de Terrebonne au Canada (Québec).

## Expositions

### ExpositionUne histoire de Terrebonne en photos
Il s'agit de l'exposition permanente et gratuite de la Maison d'histoire. Elle consiste en une sélection de vieilles photos en noir et blanc datant de la fin du  XIXe siècle et du XXe siècle, provenant des fonds documentaires accumulés par Aimé Despatis et la Société d'histoire de la région de Terrebonne. Elles sont classées en divers thèmes :
- Agriculture ;
- Institutions ;
- Moyens de transport ;
- Industries & commerce ;
- Incendie de 1922 ;
- Mode de vie ;
- Loisirs & culture ;
- Incendies ;
- Inondations ;
- Architecture.

L'exposition permet de se plonger dans le quotidien des anciens Terrebonniens, de découvrir des bâtiments qui ont disparu du paysage, et de découvrir leur ville dans des contextes fort différents d'aujourd'hui : le Terrebonne des marchands écossais et des Masson, de la Crise économique de 1929, le Terrebonne comme haut-lieu de villégiature, mais aussi un Terrebonne ravagé par des incendies.
Pour une visite plus approfondie, comptez une heure voire plus.

### Expositions temporaires
La Maison d'histoire accueille également dans la salle Aimé-Despatis des expositions temporaires en arts visuels. Cela donne une occasion aux Terrebonniens de découvrir des artistes de leur région et de regarder leur ville avec un œil différent.
| Saison estivale | Artiste             | Description de l'exposition |
| --------------- | ------------------- | --- |
| 2013            | Marc Lincourt       | L'exposition montre le Vieux-Terrebonne des années 1980, dessiné à l'encre de Chine. On découvre notamment une maison Bélisle et une île des Moulins fort différentes d'aujourd'hui, dans leur état précédant leur restauration.                                              |
| 2014            | Conrad Therrien     | Le patrimoine bâti vu par Conrad Therrien Exposition d'aquarelles, de peintures à l'huile et de peintures acrylique représentant des maisons pittoresques du Vieux-Terrebonne contemporain, dans un style inspiré de l'impressionnisme.                                       |
| 2015            | Carole Despatie     | En juin, la première exposition de l'artiste-peintre Carole Despatie se donne à la Maison d'histoire de Terrebonne. Les toiles représentent des scènes de la vie quotidienne d'autrefois à Terrebonne et à Mascouche. Certaines toiles sont basées sur des photos d'archives. |
| 2016            | Marie-Paule Poitras | Marie Pot d'colle s'affiche Une exposition photographique montrant des paysages du Vieux-Terrebonne. |
| 2017            | Olivier Lamarre     | La Petite Séduction en images Une exposition qui présente les coulisses du tournage de La Petite Séduction dans le Vieux-Terrebonne, qui eut lieu du 26 au 28 mai 2017, pour l'émission diffusée le 21 juin 2017.                                                             |

## Visites guidées

### Voir l'invisible
La Maison d'histoire offre sur demande une visite guidée aux alentours de ladite maison. En parcourant un petit quadrilatère, les visiteurs peuvent « voir l'invisible », dans la mesure où à l'aide de cahiers de vieilles photos, on peut voir à quoi ressemblait le Vieux-Terrebonne à la fin du XIXe siècle et au début du XXe siècle. On aborde des sujets aussi variés que les débuts du Vieux-Terrebonne au XVIIIe siècle, son histoire industrielle, les marchands de la Place publique devant les moulins, l'incendie de 1922, le tourisme de villégiature et le patrimoine religieux. Pour la visite guidée, comptez environ une heure. Il est également possible d'acheter un guide textuel de la visite guidée, pour la faire soi-même, et on pourra la faire sous peu en baladodiffusion.

### Les contrastes
La Maison d'histoire offre sur demande une visite guidée témoignant des divers modes d'occupation de l'espace du Vieux-Terrebonne au cours du XVIIIe siècle et du XIXe siècle. Les visiteurs peuvent découvrir le Terrebonne des artisans, le Terrebonne des bourgeois, le Terrebonne des négociants ainsi que celui des institutions qui se logèrent avec les années sur la rue Saint-Louis.

### Six pieds sous terre
Il s'agit d'une visite de l'église de Saint-Louis de Terrebonne et surtout de son cimetière souterrain (souvent appelé improprement « crypte »), organisée par la Société d'histoire de la région de Terrebonne. Plusieurs personnages illustres y sont enterrés, comme la famille Masson, Victor-Théodule Daubigny (fondateur de la première école vétérinaire francophone du Québec), etc. Les guides de la visite incarnent des personnalités du XIXe siècle. On peut se procurer les billets pour cette visite à la Maison d'histoire de Terrebonne.

### Splendeurs seigneuriales
Une visite du Château Masson, le dernier manoir seigneurial de Terrebonne (présentement une partie du Collège Saint-Sacrement). On en apprend sur la construction et les modifications du bâtiment, ainsi que sur la vie de la seigneuresse Geneviève-Sophie Masson et ses fils, grâce à de petites saynètes. On peut se procurer les billets pour cette visite à la Maison d'histoire de Terrebonne.

## Services offerts

### Point d'accès Wi-Fi
La Maison d'histoire dispose d'un point d'accès à Internet sans fil (Wi-Fi) public. Demandez le SSID et le mot de passe au guide-animateur.

### Centre de documentation et de recherches
À l'étage, dans la salle Normand-Gouger se trouve un centre de documentation et de recherches. On y trouve plusieurs fonds documentaires tels que le fonds Aimé-Despatis, le fonds Henri-Masson, le fonds Claude-Perrault, le fonds Paul-Eugène-Bousquet, et le fonds de la Fondation Aimé-Despatis. Une bibliothèque contient une foule de livres traitant de l'histoire régionale comme de l'histoire nationale, et les répertoires paroissiaux de la région sont également consultables pour faire de la généalogie. Une cartothèque permet d'avoir accès aux vieux papiers-terriers des seigneuries locales et aux anciens cadastres, et également à des cartes historiques du géographe Claude Martel. Des cartes sur les seigneuries de la région existent également. Les greffes des notaires ayant pratiqué à Terrebonne entre 1721 et 1889 sont disponibles sous forme de microfilms et de microfiches. Les numéros du journal La Revue de Terrebonne de 1959 à 2011, du Courrier de Terrebonne (1949-1968), de l'Écho de Terrebonne (1917-1921), de l'Élan des Mille-Îles (1962-1967) sont tous disponibles sous forme de microfilms. Les recensements du Bas-Canada, du Canada-Est et du Québec de 1825 à 1891 sont aussi disponibles sous forme de microfilms. Il y a enfin des microfilms du Bulletin des recherches historiques, du volume 1 au volume 70 (1895-1968). Un registre foncier de Terrebonne est en cours d'élaboration, et il permettra de connaître l'histoire des terrains de la ville. Pour la commodité des chercheurs, une salle de recherche est aménagée. Plusieurs ressources numériques sont également disponibles sur le serveur public de la Société d'histoire de la région de Terrebonne. Notez que des frais de consultation seront exigés, sauf pour les membres de la Société d'histoire de la région de Terrebonne.

### Vente de publications sur l'histoire locale
Il est possible d'acheter toutes sortes de publications sur l'histoire locale à la Maison d'histoire, entre autres celles publiées par les membres de la Société d'histoire de la région de Terrebonne. Certaines d'entre elles peuvent également être commandées en ligne grâce à Paypal.

### Salle audiovisuelle & recherche de photos
La Maison d'histoire dispose d'une petite salle audiovisuelle. Elle permet de visionner le film-documentaire Aimé Despatis, fondateur de La revue de Terrebonne et gardien de la mémoire, ainsi qu'une version audiovisuelle de l'exposition permanente (Une histoire de Terrebonne en photos) pour les personnes à mobilité réduite (Voir Accès pour les personnes à mobilité réduite). Il y a également un terminal qui permet de visionner la plus grande partie de la collection de photos de la Société d'histoire de la région de Terrebonne (environ 4 000 photos). Celles-ci sont classées par secteurs de la ville de Terrebonne. Il est possible d'obtenir des reproductions de ces photos, moyennant un certain coût.

### Location de la salleAimé-Despatis
Il est possible de louer la salle Aimé-Despatis, la pièce multifonction de la Maison d'histoire. La salle n'est pas destinée à être louée par des particuliers, mais plutôt par des organismes sans but lucratif dont la mission est complémentaire à celle de la SHRT. Elle peut accueillir jusqu'à 40 personnes en mode conférence et 20 personnes en mode cours ou atelier.
La salle comprend les équipements suivants :
- Des tables et des chaises ;
- Un vestiaire ;
- Un accès à Internet sans fil (Wi-Fi) ;
- Un tableau blanc avec des marqueurs ;
- Un chevalet ;
- Un système de son ;
- Un écran avec un canon-projecteur.

### Accès universel (personnes à mobilité réduite)
La Maison d'histoire dispose d'un accès universel ; elle est également prévue pour accueillir les personnes à mobilité réduite : une porte adaptée existe et il est possible d'accéder à la salle Aimé-Despatis sans devoir monter quel qu'escalier que ce soit. Une vidéo a été conçue pour permettre à ces personnes de voir l'exposition permanente sans devoir se déplacer. Il y a également des toilettes pour les personnes à mobilité réduite.

### Activités de formation
La Société d'histoire de la région de Terrebonne offre également des activités de formation en généalogie, en histoire régionale, en archéologie et en architecture patrimoniale. Toutefois, elles ne se donnent pas lors de la saison estivale, mais plutôt entre le début d'octobre et la fin de mai, à chaque année.

## La maisonEugène-Labelle
La maison Eugène-Labelle est l'édifice qui abrite la Maison d'histoire. Elle tire son nom de son plus célèbre occupant, l'ancien maire Eugène Labelle, qui a été le premier propriétaire de la maison actuelle.

### Informations architecturales
L'édifice est de style architectural dit « American Boomtown ». C'est un style qui s'est développé aux États-Unis à la sortie de la Grande Dépression de 1873. L'urbanisation s'accélérait et les villages connaissaient un regain de prospérité. Le nom provient du fait qu'il était caractéristique de ce qu'on appelait en anglais des « boomtowns », c'est-à-dire des villes champignons, soit des villes connaissant une croissance rapide et soudaine, souvent à cause de la découverte d'une ressource précieuse. Ce style se caractérise par une volumétrie cubique ou rectangulaire, de deux étages et peu dégagée du sol. Il est typique des films Western, montrant des petites villes du Far West.
À l'avant de la maison Eugène-Labelle, il y a une galerie protégée par un auvent, qui supporte un balcon à l'étage. Le parement est en l’occurrence en briques, car toute la basse-ville du Vieux-Terrebonne a été construite ainsi à la suite de l'incendie de 1922 afin de rendre les édifices moins inflammables.
À l'origine, le toit comprenait un parapet à gradins, mais à présent, il est plat, avec une corniche en angle. Il y a également eu des escaliers latéraux, aux coins de la galerie, mais ils ont été remplacés par un escalier central en face de la porte d'entrée.

### Histoire de la maison

#### La maison d'origine
Le 8 mars 1777, le terrain de la maison est vendu à Jean-Baptiste Lapointe. Il semble que ce terrain n'ait pas accueilli une résidence pendant plusieurs années, à tout le moins jusqu'en 1835, année à partir de laquelle on retrouvait une petite maison en bois et une vieille étable.
Entre 1836 et 1866, une autre maison est construite sur ce terrain.

#### La maison du maire Eugène Labelle
En 1904, une nouvelle maison, plus spacieuse, à trois étages, est construite. Elle appartient alors à Albert Robitaille, un commerçant et un voiturier, qui tient au rez-de-chaussée de sa maison un magasin.
Le 9 juillet 1906, Eugène Labelle se porte acquéreur de la maison. À son tour, il établit un commerce au rez-de-chaussée, tandis que les deux autres étages servent de résidence familiale. De 1907 à 1924, il est président de la commission scolaire. De 1910 à 1911 et de 1913 à 1914, il est conseiller municipal. En 1918, il devient maire de Terrebonne.

#### L'incendie de 1922
Dans la nuit du vendredi 1er au samedi 2 décembre 1922, un grand incendie partant de la manufacture Limoges (qui fabricait des portes et des fenêtres) dévasta environ 45 % de la basse-ville du Vieux-Terrebonne (on parlait à l'époque du « bas du village »). Le total des pertes, en excluant celles des assurances, était estimé à 688 500 $ (équivalent à environ 9 623 868,13 $ en 2015). Aucune victime ne fut à déplorer à cause de l'incendie.
Le soir de l'incendie, le maire Eugène Labelle présidait une séance du Conseil municipal à l'ancien hôtel de ville de Terrebonne, rue Sainte-Marie. Quand le feu fut constaté, le maire et les conseillers levèrent la séance. Comme l'hôtel de ville était vulnérable, le maire Labelle autorisa le secrétaire à emporter les sommes d'argent qui se trouvaient dans le coffre-fort.
Alors que l'incendie commençait à se répandre jusqu'aux maisons voisines de la manufacture et jusqu'à l'hôtel de ville, plusieurs tentaient de sauver leurs meubles et plusieurs venaient aider à les déplacer. C'était aussi le cas du maire Labelle. Des gens étaient venus s'offrir de l'aider à déplacer ses meubles, mais, convaincu que l'incendie ne se rendrait pas jusque chez lui et les soupçonnant de faire du zèle, il les renvoya aider quelqu'un d'autre.
Vraisemblablement, il participa à l'organisation des secours çà et là, comme en dirigeant les sinistrés vers des refuges. Tant et si bien qu'il oublia de sauver sa propre maison (et magasin), qui fut rasée comme les autres.
Dès 8 heures le lendemain, le maire se trouve au Collège Saint-Louis pour obtenir que les sinistrés puissent y habiter quelque temps. Il assiste aussi à une réunion de notables au cours de laquelle on forme un comité de secours. Dimanche au soir, il prend le train pour Québec avec une délégation de notables pour discuter avec le premier ministre Alexandre Taschereau de ce qui sera fait par la suite.
Lors d'une allocution, le maire prononça ces mots :

« Notre ville est industrielle. Nous la relèverons de ses ruines. Avec la coopération des citoyens, il faut espérer que les sinistrés auront suffisamment de secours. Nous avons de grandes manufactures et l'esprit de charité règne parmi la population. »

— Maire Eugène Labelle
Dans une assemblée du Conseil municipal ultérieure, on proposa de faire un don de 200 $ (2 762,64 $ en 2014) à Eugène Labelle pour tous les services qu'il a rendus lors de l'incendie ; il refusa ladite somme.

#### La maison actuelle
En 1923, Eugène Labelle se fait construire une nouvelle maison à deux étages, grâce à un emprunt de 3 500 $ auprès de la Ville (48 346,15 $ en 2014), à un taux d'intérêt de 7 %. Comme toutes les autres qui seront reconstruites, elle est en briques et de style « Boomtown ». La maison comportait à l'origine un toit en parapets et à gradins, ainsi que deux escaliers en coin.
En janvier 1923, Eugène Labelle cesse d'être maire, et devient un simple conseiller municipal jusqu'en 1925. Il meurt le 29 mai 1925, à l'âge de 63 ans. Le secrétaire-trésorier de la Ville dira alors : « cette mort crée un vide qui ne pourra si tôt se remplir parce que M. Labelle était un homme de cœur et d’esprit se rencontrant rarement. » Eugène Labelle n'aura pu profiter de sa nouvelle maison que pendant deux ans.
Par la suite, ce sont Germaine et Albertine Labelle qui héritent de la maison. Le 9 décembre 1925, elles la vendent pour 5 500 $ (76 816,67 $ en 2014) à Louis-Philippe Morin, un instructeur avicole de Sainte-Thérèse. Jusqu'en 1942, cinq propriétaires différents se transmettront la maison.
Le 29 septembre 1942, le docteur René-Rosaire Gauthier, médecin vétérinaire, acquiert la maison pour la somme de 4 000 $ (56 494,38 $ en 2014). Il est spécialisé dans le soin des chevaux de course, et a une réputation qui s'étend jusqu'en Ontario. La porte qui se trouve au bout de la galerie menait à sa clinique vétérinaire, qui formait une véritable section à part entre le logis et le garage. Gauthier meurt en 1986.
En 1989, la succession Gauthier vend la maison au couple Gérald Paul-Hus et Claudine Beaudoin, qui lui redonnèrent un cachet ancestral, notamment en ajoutant au plancher du hall d’entrée une mosaïque en bois sur laquelle figurent des oiseaux. Cette œuvre fut dessinée par Francine April et réalisée par son mari, Charles Pelletier, artisan-ébéniste de Saint-Épiphane.
Durant l'automne 1991, la MRC Les Moulins acquiert la maison Eugène-Labelle, puis elle quitte ses anciens locaux du bureau seigneurial de l'île des Moulins pour s'installer là. Elle convertit le garage en bureau et en salle du Conseil. Le 20 juin 2011, elle quitte l'endroit pour s'installer dans des locaux plus spacieux, sur le boulevard des Seigneurs.
Le départ de la MRC arrive à point nommé pour la Société d'histoire de la région de Terrebonne. En effet, depuis 1987, elle cherchait un édifice pour abriter ses activités. Elle essaya de créer la Maison de la Culture Joseph-Masson en 1990, mais le projet avorta en 1993. Le projet fut relancé en 2000 sous la forme d'une « Maison d'histoire », mais la mort en 2001 de Marguerite Lachapelle, la présidente de la Société, et le départ du président intérimaire Claude Martel en 2002 mirent fin au projet. Lors de la renaissance de la Société en 2008, le projet reprit vie. En 2009, une série de rencontres permit à la Société de convaincre la Ville du bien-fondé du projet.
Le 21 décembre 2011, la Ville devient propriétaire de la maison Eugène-Labelle.
Le 25 janvier 2012, le projet de Maison d'histoire se concrétise lors d'une rencontre entre la SHRT et le maire Jean-Marc Robitaille. Durant l’année 2012, des devis et des travaux sont réalisés pour réaménager la maison. Le 7 décembre 2012, plusieurs membres de la Société d’histoire se donnent rendez-vous pour déménager les avoirs de la société. Pendant les derniers mois, on aménage les bureaux, on monte l'exposition de photos et on range les nombreux documents d'archives.
Le 15 mars 2013, la Maison d'histoire est enfin inaugurée. À cette occasion, le président de la SHRT, Claude Blouin, déclare :

« Je me réjouis de la naissance de la Maison d’histoire de Terrebonne, un projet que la SHRT caressait depuis plus de 25 ans. Avec la Maison, l’histoire de Terrebonne sera plus vivante et, surtout, accessible aux prochaines générations. Merci à la Ville de Terrebonne pour son important soutien ainsi qu’à tous les bénévoles qui par leur engagement indéfectible ont permis la concrétisation de ce rêve. »

— Claude Blouin, président de la Société d'histoire de la région de Terrebonne
Le 22 juin 2013, la Maison d'histoire ouvre ses portes aux public pour la première fois. Elle est à présent l'une des attractions estivales du Vieux-Terrebonne.